# Вінс Петро Георгійович
Петро Георгійович Вінс (нар. 1 травня 1956, м. Київ, УРСР) — дисидент, один із засновників Української Гельсінської Групи. Активіст руху євангельських християн-баптистів.

## Життєпис
Петро Вінс народився в сім'ї лідера українських баптистів Г. П. Вінса у Києві. Батька неодноразово заарештовували, у 1975 р. він був засуджений на 5 р. таборів і 5 р. заслання. Його дід, баптистський проповідник П. Я. Вінс, загинув у таборі в 1943 р. Бабуся була заслана до Сибіру, у 1964—1967 р. — відбувала ув'язнення в таборах.
Був знятий з військового обліку за станом здоров'я.
Наприкінці 1976 р. разом з матір'ю й сестрами направив листа на захист батька Президентові США Дж. Картеру.
Брав участь у правозахисному русі, представляв у ньому справи релігійних конфесій. 6 лютого 1977 р. вступив до Української Гельсінкської Групи.
Невдовзі був звільнений з роботи (працював техніком-освітлювачем у палаці культури). Спроби влаштуватися на роботу за фахом були марними. Влаштувався на роботу вантажником у магазині, але за два місяці звільнився через стан здоров'я. Розпочав клопотатися про дозвіл виїхати з СРСР.
2 жовтня 1977 р. був затриманий на вулиці співробітниками КГБ та попереджений про можливе порушення проти нього кримінальної справи у разі продовження «антирадянської діяльності».
8 грудня 1977 р. був затриманий в Києві при посадці в потяг на Москву. Побитий та обшуканий на вокзалі, при обшуку вилучені зокрема кілька екземплярІв Біблії та Євангелія та документи УГГ. Був підданий адміністративному арешту за «непокору міліції» строком на 15 діб, за відмову від роботи арешт було продовжено ще на 15 діб. Протягом всього строку арешту голодував, йому кілька разів викликали «швидку допомогу». За день до закінчення другого терміну був звільнений на протест прокурора.
12 грудня 1977 р. вдома у Вінса був проведений обшук. У нього, матері й бабусі вилучили світлини О. Солженіцина та Ю. Орлова, конспект роботи зі психології; магнітофонні плівки з записами релігійного характеру, Біблії; документи Ради родичів в'язнів ЄХБ.
15 лютого 1978 р. був заарештований на вулиці «за паразитичний спосіб життя», при цьому в нього відібрали документи на виїзд з країни. 6 квітня 1978 р. засуджений Подільським райсудом м. Києва за ст. 214 КК УРСР на 1 рік таборів загального режиму. 14.05.
Був відправлений до табору ОР-318/73, (станція Рафалівка, Рівненська область). По прибутті до місця відбування покарання одразу ж був жорстоко побитий наглядачем. Працював у кар'єрі, але через стан здоров'я за тиждень був переведений на іншу роботу. 12 червня 1978 р. знов був двічі жорстоко побитий та кинутий на 10 діб у штрафний ізолятор за відмову перекопувати після роботи контрольно-слідову полосу. Оголосив голодівку, вимагаючи переведення до іншого табору. 21 червня був звільнений із ШІЗО за розпорядженням прокурора з нагляду. На початку вересня переведений у табір УС-319/56 (с. Перехрестівка Роменського району Сумської області). 15 лютого 1979 р. був звільнений, повернувся до Києва. У березні в його домі знову двіча були проведені обшуки.
У березні 1979 р Вінса двічі зупиняли невідомі по дорозі до консульства США в Києві (воно представляло також інтереси Канади, куди Вінс намагався виїхати), силоміць саджали у машину, били та вивозили за місто в ліс. 28 березня невідомі побили його гумовим кийком і залізним прутом. Коли Вінс знепритомнів, нападники забрали його сумку з документами на виїзд. Дім Вінса оточили співробітники КГБ, які погрожували вбивством, якщо Вінс спробує вийти.
13 червня 1979 р. разом з 8 членами сім'ї вилетів у США до батька, якого перед тим ще з чотирма політв'язнями обміняли на радянських громадян, звинувачених у шпигунстві.

## Державні нагороди
- Орден «За мужність» I ст. (8 листопада 2006)[1] — за громадянську мужність, самовідданість у боротьбі за утвердження ідеалів свободи і демократії та з нагоди 30-ї річниці створення Української Громадської Групи сприяння виконанню Гельсінкських угод.

## Цитата
П. Вінс: 
| Київ – це остання європейська, а Москва – перша азійська столиця. |